# Neophema splendida
El periquito espléndido (Neophema splendida) es una especie de ave psitaciforme de la familia Psittaculidae endémica del sur de Australia. Este periquito nómada vive desplazándose por el Gran Desierto de Victoria y las regiones circundantes, en busca de recursos y las mejores condiciones climáticas. Pueden sobrevivir bastante bien sin acceso a fuentes de agua mientras dispongan de plantas crasas de las que obtener fluidos. Se alimentan principalmente de semillas de hierba y se suelen avistar con más frecuencia en los herbazales donde predominan las Triodia. Esta especie presenta dimorfismo sexual. Los machos tienen las partes superiores principalmente verdes, la cabeza azul, el pecho rojo y el abdomen amarillo. Las hembras carecen del colorido rojo del pecho, y el azul de su cabeza es más claro y está extendido solo por la parte frontal. 

## Taxonomía
El periquito espléndido descrito científicamente por el ornitólogo y pintor inglés John Gould en 1841 como Euphema splendida, y posteriormente, en 1891, fue trasladado al género Neophema. Su nombre científico splendida es el adjetivo latino «espléndida». No se reconocen subespecies diferenciadas. Es una de las seis especies incluidas en el género Neophema, y su pariente más cercano es el periquito turquesa. 

## Descripción

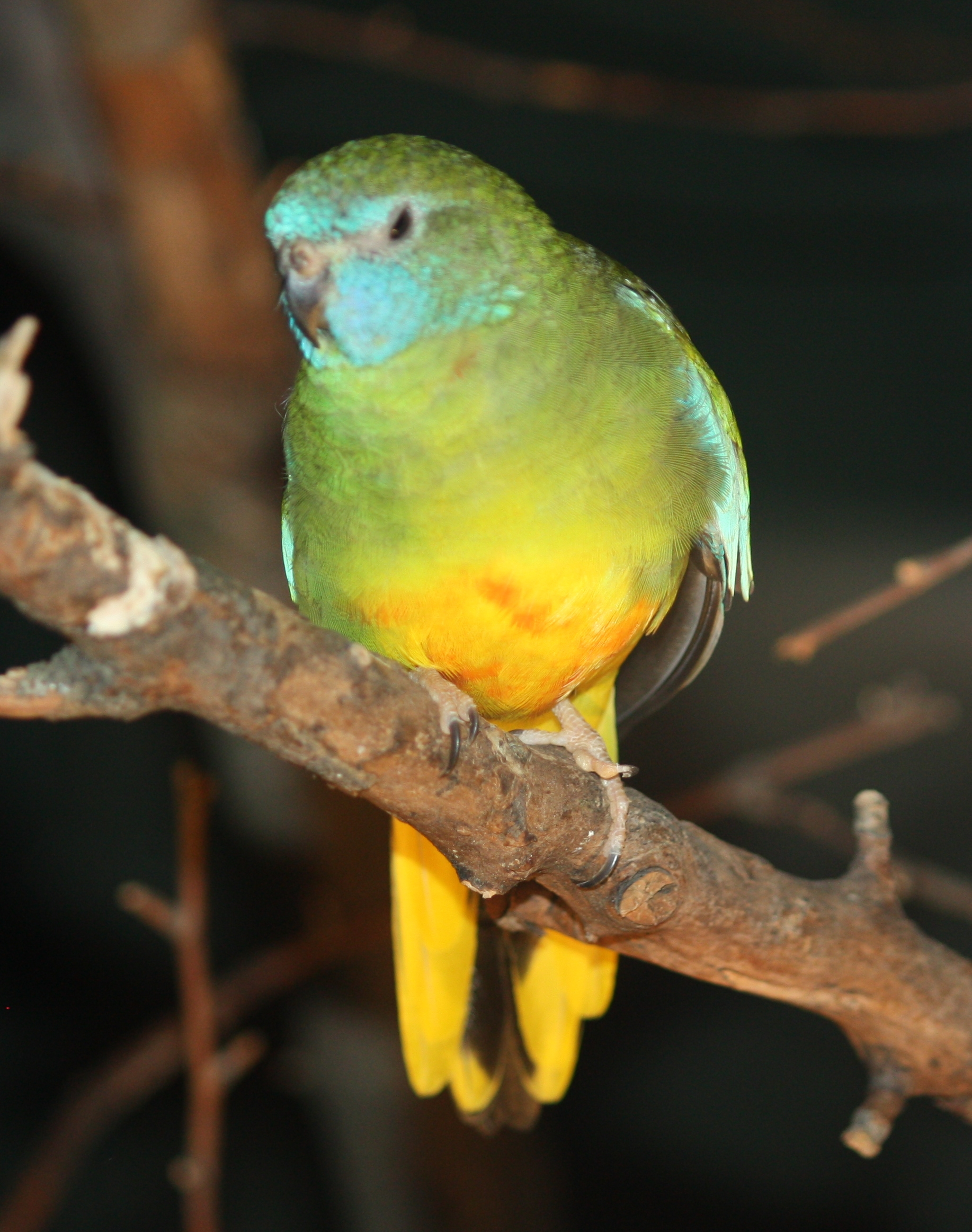
Hembra adulta.

El periquito espléndido mide entre 19 y 21 cm de largo y presenta un intenso colorido en su cabeza y partes inferiores. El plumaje de sus partes superiores es principalmente verde con la cabeza azul en ambos sexos, aunque presenta dimorfismo sexual. El macho tiene la cabeza azul cobalto, el pecho rojo y el abdomen y parte inferior de la cola amarillos. Las coberteras de sus alas son de color azul claro. Su cola es verde con las plumas laterales amarillas. Sus ojos son castaños, su pico negruzco y sus patas pardo grisácea. Las hembras también tienen el rostro azul pero en menor extensión, aunque su pecho es verde como sus partes superiores y su vientre es amarillo. Los inmaduros son una versión de tonos más apagados de sus respectivos adultos. Los machos empiezan a adquirir el plumaje rojo de su pecho alrededor de los dos o tres meses, y no lo completan hasta tener entre quince y dieciocho meses.
Las hembras se parecen a las hembras del periquito turquesa (N. pulchella) del este de Australia, pero se diferencian de ellas por tener el lorum azul y la mancha azul de sus alas más clara.

## Distribución y hábitat
El periquito espléndido se encuentra diseminado por las regiones secas del sur del continente australiano, desde Pingelly, Corrigin y Laverton en Australia Occidental extendiéndose por Australia Meridional y el sur del Territorio del Norte hasta el extremo occidental de Nueva Gales del Sur. Ha sido clasificado como vulnerable en Nueva Gales del Sur, sus potenciales amenazas son la tala de los grandes árboles que necesita para anidar en sus huecos, las capturas para el tráfico de aves, el sobre explotación de los herbazales por la ganadería y los mamíferos depredadores introducidos. Habitan en herbazales y zonas de matorral con eucaliptos y acacias que incluyan plantas de los géneros Atriplex y Triodia. Las estimaciones de su escasez o abundancia son difíciles porque a pesar de ser un ave de vivos colores es sigilosa y fácil de pasar inadvertida.

## Alimentación

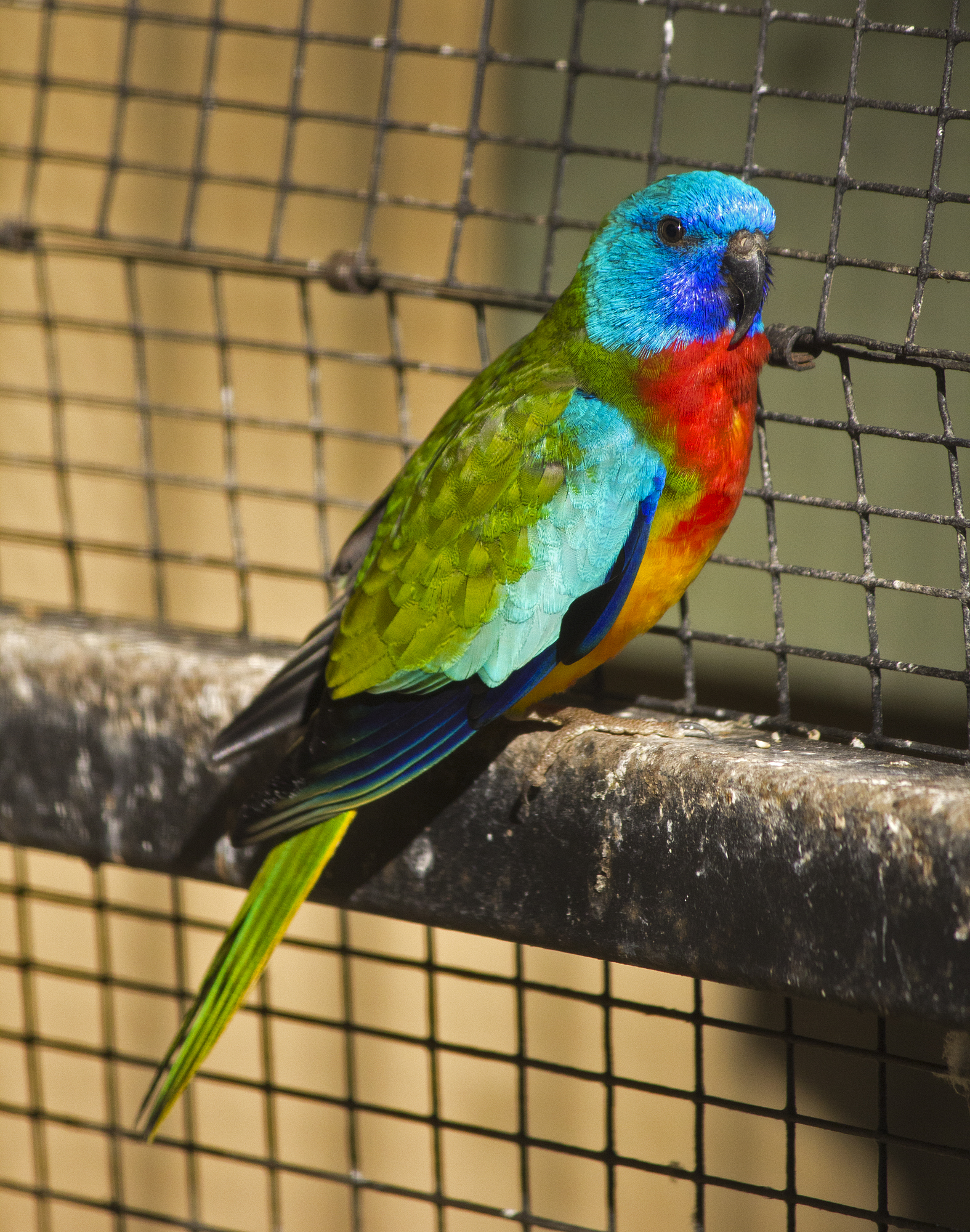
Macho en cautividad.

Su dieta se compone principalmente de semillas de las hierbas, aunque utiliza las plantas crasas como Calandrinia para conseguir los líquidos que necesitan cuando no disponen de agua.

## Reproducción

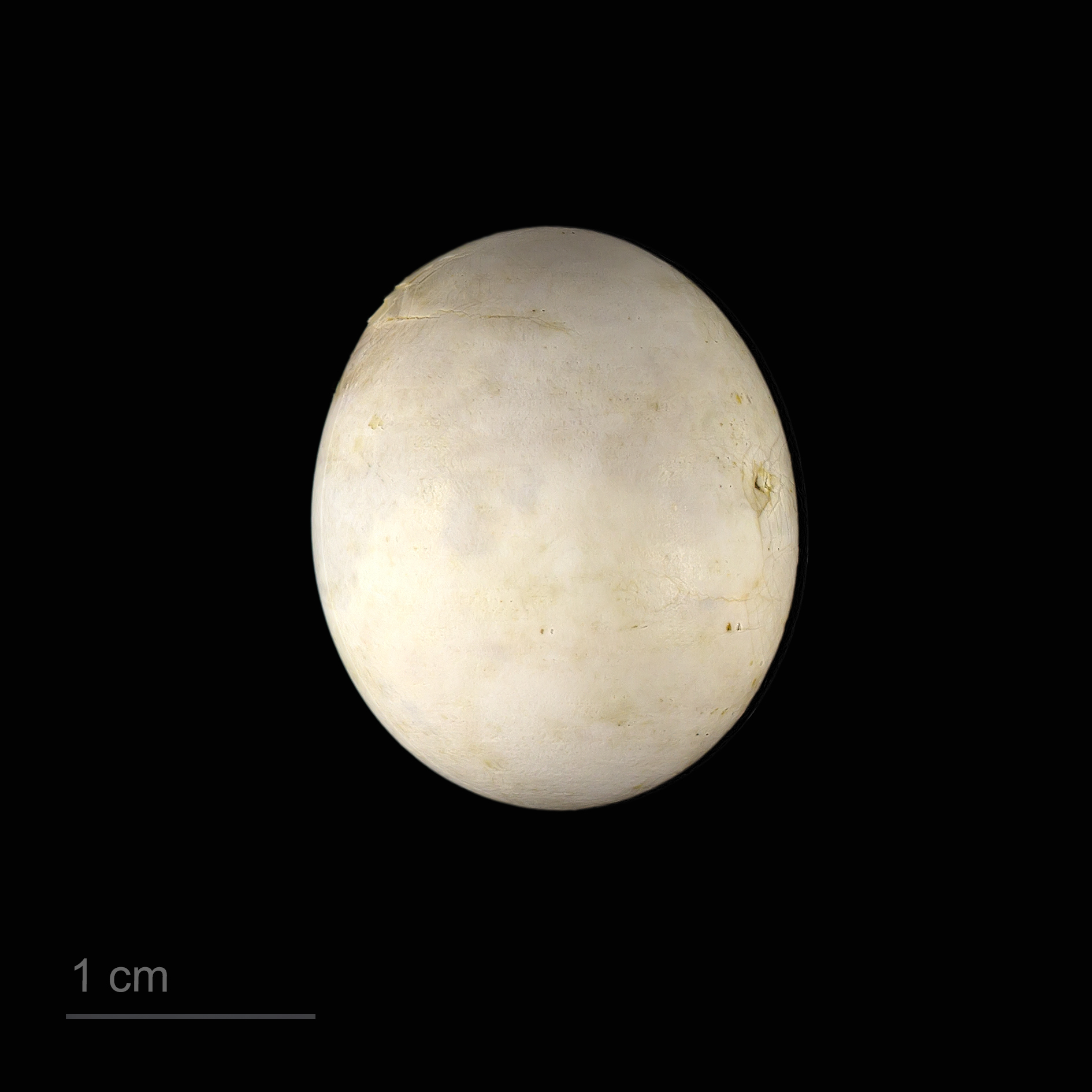
Huevo de Neophema splendida - MHNT

Su época de cría se produce de agosto a octubre o tras las lluvias, y realizan una y ocasionalmente dos nidadas dependiendo de las precipitaciones. Anida en los huecos de los árboles, con frecuencia eucaliptos y acacias, donde suele poner entre cuatro y seis huevos redondeados y blancos que miden 23×19 mm.

## Avicultura
El periquito espléndido es una de las especies del género Neophema más populares en cautividad, y cada vez es más corriente tanto en Australia como en el exterior. Su carácter silencioso y su reducido tamaño incrementan su atractivo como aves de jaula. Se han conseguido varias mutaciones de color, incluidas la de frente roja, la totalmente azul, la verde marino, la azul de frente blanca (recesiva), la canela (ligada al sexo), y más raramente lutino y rubia. Aunque esta especie tiene más mutaciones de color que otras de su género, éstas tienden a tener salud frágil y menor longevidad. Además el periquito espléndido en cautividad es vulnerable a las infecciones de Candida.